# Heavenly Down
A Heavenly Down a Sear Bliss együttes kilencedik nagylemeze, a tervezett megjelenése 2024 június. A felvételek Ausztriában, a Mushroom Stúdióban készültek, a mastering a svédországi Unisoundban, a kiadó ismét a régi partner, a holland Hammerheart Records.

## Az album dalai
|    | Cím               | Hossz |
| -- | ----------------- | ----- |
| 1. | Infinite Grey     |       |
| 2. | Watershed         |       |
| 3. | The Upper World   |       |
| 4. | Heavenly Down     |       |
| 5. | Forgotten Deities |       |
| 6. | The Winding Path  |       |
| 7. | Chasm             |       |
| 8. | Feathers In Ashes |       |

## Közreműködők

### Sear Bliss
- Nagy András – ének, basszusgitár
- Pál Zoltán – harsona
- Csejtey Gyula – dobok
- Kertész Márton – gitárok
- Vigh Zoltán – gitárok

### Továbbiak
- Scheer Viktor – producer
- Dan Swanö – master
- Kris Verwimp – borító